# Токійський університет мистецтв
Токійський університет мистецтв (яп. 東京芸術大学, とうきょうげいじゅつだいがく; англ. Tokyo University of the Arts) — державний університет у Японії. Розташований за адресою: префектура Токіо, район Тайто, парк Уено 12-8. Відкритий у 1949 році. Скорочена назва — Ґей-дай (яп. 藝大, げいだい).

## Факультети
- Факультет образотворчого мистецтва (яп. 美術学部)
- Факультет музики (яп. 音楽学部)

## Аспірантура
- Аспірантура образотворчого мистецтва (яп. 美術研究科)
- Аспірантура музики (яп. 音楽研究科)
- Аспірантура кінематографії та нових медіа (яп. 映像研究科)